# Wilhelm Bernhardi (Schriftsteller)
Johann Wilhelm Bernhardi (* 15. Juli 1800 in Berlin; † 24. August 1878 ebenda) war ein deutscher Schriftsteller.
Nach der Scheidung seiner Eltern August Ferdinand Bernhardi und Sophie Tieck wurde er dem Vater zugesprochen und siedelte 1809 von München nach Berlin über. Im März 1815 empfahl ihn sein Onkel Ludwig Tieck an seinen Freund Friedrich von Raumer, Professor für Geschichte an der Berliner Universität, mit den Worten: „Er wünscht Geschichte und Philologie zu studiren, ist arm und etwas hypochonder […]: ich glaube, daß viele Kräfte und Anlagen in ihm kämpfen“. Er war als Journalist, Theaterkritiker, Dramaturg, Herausgeber, Übersetzer und Shakespeare-Forscher tätig. Zudem war er Mitglied der literarischen Gesellschaft Tunnel über der Spree.
Zu seinen Veröffentlichungen zählen Friedrich Wilhelm der Große, Churfürst von Brandenburg und erster souveräner Herzog von Preußen: ein Denkmal zur zweiten Säkularfeier seiner Thronbesteigung (1840), das Allgemeine deutsche Lieder-Lexikon oder vollständige Sammlung aller bekannten deutschen Lieder und Volksgesänge in alphabetischer Reihenfolge (1844) und die 1874 bis 1879 erschienenen Übersetzungen John Milton – Politische Hauptschriften.
Er darf nicht mit seinem Sohn, dem Lehrer und Historiker Wilhelm Bernhardi verwechselt werden, wie das in Bibliothekskatalogen häufig der Fall ist. Sein Bruder war der später geadelte Theodor von Bernhardi.